# ميشيل غولياس
ميشيل غولياس (بالمجرية: Gulyás Michelle)‏ هي متسابقة خماسي حديث مجرية، ولدت في 24 أكتوبر 2000 في لندن في المملكة المتحدة.